# Ангус (митологија)
У ирској митологији Ангус је био један од Туата Де Данана и сматран је богом љубави. Био је приказиван је као мушкарац дуге, тамнокестењасте косе и смарагдних очију, у тамнозеленом огртачу, са широком белом кошуљом, са четири птице које су му летеле око главе и које су представљале пољупце. Носио је тешки опасач са мачем опточеним драгуљима.

## Етимологија
Старо ирско име Óengus се јавља у Адомнановом „Житију светог Коломба“ у облику Oinogus(s)ius. Потиче из пра-келтика, од речи oino - један и guss - избор.

## Паралеле
Повезује се са древним келтским божанством Мапоносом и његовим велшким панданом Мабон ап Модроном.
Постојало је много верзија имена овог бога: Áengus, Óengus, Angus, Anghus, а био је познат и као Ангус Ог (Aengus Óg) - Ангус Млади и Мак инд Ог (Mac ind Óg) или Мак инд Ок (Mac ind Óc) - Син Младог.

## Легенде
Био је „ванбрачни“ син Дагде и Боан. По легенди, када је Дагда имао аферу са Боан и схватио да је она остала трудна натерао је сунце да се заустави девет месеци, да Нехтан, њен муж, не би сазнао. Тако је Ангус зачет и рођен у истом дану. Одгајио га је Елкмар. Према различитим тумачењима, Елкмар и Нехтан (али и Нуада) су заправо различита имена истог бога
Живео је поред реке Бојне, у Бругу, који је игром речи добио од Дагде.
Када је Дагда својим синовим делио наследство Ангус је стигао прекасно и више није имао шта да добије. Онда је замолио оца да остане у Бругу „дан и ноћ“, што му је Дагда и дозволио. Међутим, због непостојања неодређеног члана, његово питање је могло да значи „један дан и једну ноћ“, али и „дан и ноћ - заувек“.
Ангус се заљубио у девојку коју је видео у сновима. Његова мајка, Боан, је претражила целу Ирску да је пронађе за њега. Онда је и Дагда учинио исто. На крају је пронашао Бодуб Дерг након годину дана. 150 девојака је било заробљено на језеру Змајева уста  (Dragons's Mouth), а међу њима и Кер Ибормит, девојка из његових снова. Сваке друге године, 1. новембра би се Кер и остале девојке претварале у лабудове и тако остајале годину дана. Ангусу је речено да ће моћи да је ожени, ако је препозна као лабуда, што му је пошло за руком, након чега се и сам претворио у лабуда и одлетео са њом певајући опчињавајућу песму која је успавала све који су је чули на три дана и три ноћи.
Био је поочим Диармуида Уа Дуивне.